# Ismail Rafaat
Ismail Rafaat (ur. 1912, zm. 2004) – egipski piłkarz, reprezentant kraju. Podczas kariery występował na pozycji obrońcy.

## Kariera klubowa
Podczas kariery piłkarskiej Ismail Rafaat występował w klubie Zamalek SC.

## Kariera reprezentacyjna
Ismail Rafaat występował w reprezentacji Egiptu w latach trzydziestych. W 1934 roku uczestniczył w mistrzostwach świata. Na mundialu we Włoszech wystąpił w przegranym 2-4 spotkaniu I rundy z Węgrami.